# Jan van Dreux
Jan van Dreux (ca. 1198 – Palestina, november 1239) was van 1224 tot aan zijn dood graaf iure uxoris van Mâcon en Vienne. Hij behoorde tot het huis Dreux-Bretagne.

## Levensloop
Jan was een jongere zoon van graaf Robert II van Dreux uit diens tweede huwelijk met Yolande, dochter van heer Rudolf I van Coucy. Tussen 1218 en 1227 huwde hij met Adelheid van Mâcon (overleden in 1260), die na de dood van haar grootvader Willem IV in 1224 gravin van Mâcon en Vienne werd. Jan bestuurde deze graafschappen in naam van zijn echtgenote. Hun huwelijk bleef kinderloos.
Hij was eveneens actief als troubadour; er zijn vier liederen van zijn hand bewaard gebleven. Ook nam hij deel aan verschillende kruistochten: de Vijfde Kruistocht naar Egypte, de Albigenzenkruistocht van koning Lodewijk VIII van Frankrijk (1226) en de Baronnenkruistocht naar Palestina (1239). Tijdens deze laatste kruistocht stierf Jan, vermoedelijk in november 1239. Zijn weduwe Adelheid verkocht haar landerijen een jaar later aan koning Lodewijk IX van Frankrijk en trok zich terug in een klooster.